# Исьма
И́сьма (И́стьма, устар. Исма, Истма) — река в Московской и Калужской областях России, левый приток Протвы.
Длина — 55 км, площадь водосборного бассейна — 398 км²; по другим данным длина реки составляет 62 км, из которых 56 км с площадью водосбора 325 км² проходят по территории Подмосковья:464. Равнинного типа. Питание преимущественно снеговое. Замерзает обычно в середине ноября, вскрывается в середине апреля:7—8. Притоки — Алекса и Ильятенка.
Протекает по территории Рузского и Наро-Фоминского городских округов Подмосковья, а также Боровского района Калужской области. Берёт начало в заболоченном лесу у деревни Ильятино, впадает в Протву в 6 км выше города Боровска. Заросшие лесом и живописные берега Исьмы вызывают большой интерес у туристов, за исключением первых трёх-четырёх километров в верховьях реки.
По данным государственного водного реестра России, относится к Окскому бассейновому округу. Речной бассейн — Ока, речной подбассейн — бассейны притоков Оки до впадения Мокши, водохозяйственный участок — Протва от истока до устья.